# Powietrzne Siły Wykrywania i Naprowadzania NATO
Powietrzne Siły Wykrywania i Naprowadzania NATO (ang. Airborne Early Warning & Control Force) – wchodzą w skład Sił powietrznych NATO w Europie i odpowiadają za strategiczną kontrolę obszaru odpowiedzialności NATO; są również wykorzystywane do zadań taktycznych (wykrywanie i identyfikacja celów powietrznych, poszukiwania i akcje ratowniczo-bojowe, ostrzeganie przed zagrożeniami, itp.)

## Dowódcy
Dowódcami Powietrznych Sił Wykrywania i Naprowadzania NATO są przemiennie amerykańscy i niemieccy generałowie jednogwiazdkowi.

## Struktura
- Dowództwo Powietrznych Sił Wykrywania i Naprowadzania NATO
  - Powietrzny System Wykrywania i Naprowadzania w Geilenkirchen (Niemcy)
    - Dowództwo
    - Sztab
    - Skrzydło Lotnictwa Wykrywania i Naprowadzania
      - sztab
      - stanowisko dowodzenia
      - 1. Eskadra (USA)
      - 2. Eskadra (międzynarodowa)
      - 3. Eskadra (Niemcy)

    - Skrzydło Zabezpieczenia Bojowego
      - 2 eskadry zabezpieczenia
      - 3 grupy polowej obsługi technicznej i zaopatrzenia

    - Skrzydło Szkolne
      - eskadra przeszkalania załóg (USA)

    - Skrzydło Zabezpieczenia Bazy
      - eskadra zabezpieczenia lotów
      - eskadra ochrony
      - eskadra transportowa
      - eskadra służby pomocniczej i medycznej
      - eskadra medyczna

    - Skrzydło Logistyczne
    - wysunięte bazy lotnicze
      - Traponi (Włochy)
      - Aktion (Grecja)
      - Konya (Turcja)
      - Oerland (Norwegia)

  - Powietrzny System Wykrywania i Naprowadzania w Waddington (Wielka Brytania)
  - Dowództwo Systemów Kontroli, Informowania i Łączności (Francja)
    - 36. Eskadra Wykrywania i Naprowadzania w Avord (Francja)

## Wyposażenie
Powietrzne Siły Wykrywania i Naprowadzania NATO mają na wyposażeniu samoloty E-3 Sentry w wersjach A, D i F.